# Санитарен кордон
Санита́рен кордо́н (от френски: cordon sanitaire) е система от мерки, предотвратяващи разпространението на идеология, смятана за нежелана или опасна.
Първоначално използвано в медицината, понятието „санитарен кордон“ е въведено в политиката през 1919 година, когато френският министър-председател Жорж Клемансо призовава за превръщане на източноевропейските страни в преграда пред разпространението на комунизма от Русия. От края на XX век терминът се използва за изолирането от участие в управляващи коалиции на крайнолеви, или крайнодесни партии в различни европейски страни.